# Commiphora africana
Commiphora africana (Engels: African Myrrh) is een boom behorend tot de familie Burseraceae. De soort staat op de Rode Lijst van de IUCN geklasseerd als 'gevoelig'.

## Beschrijving
De soort is een kleine, stekelige, laag vertakkende bladverliezende boom of struik die een hoogte bereikt van ongeveer 5 meter. Verder hebben deze bomen een korte stam en een dichte afgeronde kroon. De schors heeft een grijsgroene kleur, en toont bij schilfering een glanzend oppervlak, dat rood kleurt bij beschadiging, waarbij er dan ook hars (bdellium of bdellion) uitdruppelt. De schors van de zijtakjes is roodachtig paars.
De bladeren zijn drietallig met een groot eindblaadje en twee kleine zijblaadjes. Deze bladeren stomp getand en bij kneuzing komt er een aangename geur vrij. De vruchten zijn roodachtig en ongeveer 6-8 millimeter breed; deze splijten wanneer ze rijp zijn om een hard, zwartkleurig zaad te onthullen. De vruchten zijn eetbaar, terwijl de sappige zoete wortels vaak door mensen worden gekauwd en de nieuwe bladeren worden gezocht door kamelen en geiten; vooral wanneer het droge seizoen begint.

## Verspreiding
De soort komt voor in Subsaharaans Afrika, in de landen Angola, Botswana, Burkina Faso, Eritrea, Ethiopië, Kenia, Mali, Mauritanië, Mozambique, Namibië, Niger, Oeganda, Senegal, Soedan, Somalië, Swaziland, Tanzania, Tsjaad, Zambia, Zimbabwe en Zuid-Afrika. Hij groeit daar in droge bosachtige savannes, vaak op rotsachtige locaties, lateritische korsten en zand. De boom groeit op hoogtes tussen de 300 en 1900 meter.

## Gebruik
Delen van de boom worden gebruikt om verschillende kwalen te behandelen, zoals fruit voor tyfus en maagproblemen, schors voor malaria, hars voor convulsies en voor het bedekken en desinfecteren van wonden, en verbrande hars als insectenwerend middel en afrodisiacum. Het hout van de stam wordt verkoold en daarna gemengd met sheabutter en gebruikt als een helende zalf voor wonden.
Verder wordt het zachte termietbestendige hout gebruikt voor allerlei gebruiksvoorwerpen. Uit de stam wordt bdellium gewonnen, een hars die lijkt op mirre. Deze wordt als wierook verbrand in huizen, verwerkt in parfums en drankjes en ook gebruikt om kleding te beschermen tegen motten. Ook gebruikt men deze hars om mirre te vervalsen of te vervangen.
... 
C. africana · 
C. caudata · 
C. gileadensis · 
C.  guidottii · 
C. kataf · 
C. myrrha · 
C. simplicifolia · 
C. wightii · 
C. wildii
...